# Беклешов, Леонид Леонидович
Леони́д Леони́дович Беклешо́в (1887, Псковская губерния — после 1920) — делегат Всероссийского Учредительного собрания, эсер, член ВЦИК.

## Биография
Леонид Беклешов родился в Островском уезде Псковской губернии в семье революционера-народника. Учился в гимназии в Петербурге, но не закончил — был исключен. Всё-таки поступив в университет, и окончив юридический факультет Санкт-Петербургского университета, работал помощником присяжного поверенного.
В 1905 году Леонид Беклешов вступил в партию социалистов-революционеров (ПСР). Когда власти пытались арестовать его, он успешно скрылся в Финляндии. В 1912 году вернулся в Санкт-Петербург, откуда через четыре года (во время Первой мировой войны) был призван в армию в звании прапорщика. 27 февраля 1917 года он был выбран солдатами ротным командиром.
В 1917 году Беклешов примкнул к левым эсерам, став их лидером в Пскове. Был избран председателем Островской уездной земской управы и членом губернского Совета крестьянских депутатов. На I Псковском губернском съезде крестьянских депутатов (в августе 1917 года) он также был избран председателем губернского исполкома крестьянского Совета.
Беклешов избирался делегатом I и II Всероссийских съездов крестьянских депутатов, II Всероссийского съезда рабочих и солдатских депутатов, а также членом исполкома Всероссийского Совета крестьянских депутатов. Кроме того, он входил во второй состав ВЦИК.
В 1917 году Леонид Леонидович был избран в члены Учредительного собрания по Псковскому избирательному округу от эсеров и Совета крестьянских депутатов (список № 3). Он входил в бюро фракции левых эсеров и участвовал в заседании-разгоне Собрания от 5 января 1918 года. С марта 1918 года Беклешов стал членом коллегии обвинителей в ревтрибуналах. В дальнейшем — член Партии революционных коммунистов, а с 1920 года — Украинской партии левых эсеров (борьбисты). Входил в ЦК и работал лектором партийной школы. Дальнейшая судьба неизвестна.

## Семья
- Отец (предположительно) — Леонид Леонидович Беклешов (1863—1911) — действительный статский советник, Островский уездный предводитель дворянства.
- Жена — Екатерина Терентьевна Беклешова (урожденная Теодорович) (1898—1977) — художник-кукольник (в браке с 1919 года)[2][5][6].
- Сын — Борис Леонидович Беклешов (1920 — 1950) — географ, краевед.